# Plecotus christiei
Oreillard d'Égypte, Oreillard de Christie
Espèce
Synonymes
- Plecotus christii Gray, 1838 [sic] (protonyme)

Statut de conservation UICN

 DD  : Données insuffisantes
L'Oreillard d'Égypte (Plecotus christiei, parfois orthographié Plecotus christii), ou Oreillard de Christie, est une espèce de chauves-souris de la famille des Vespertilionidae.

## Répartition
Cette espèce vit en Égypte (Sinaï), en Libye et au Soudan, et potentiellement en Érythrée.

## Systématique
John Edward Gray décrit l'espèce en 1838 sous l'orthographe Plecotus christii, et la dédie à Alexander Turnbull Christie. L'orthographe de la dénomination spécifique est donc depuis rectifiée en Plecotus christiei. En français, les noms d'« oreillard d'Égypte » et d'« oreillard de Christie » sont attestés.